# Hidarnes (padre)
Hidarnes (¿-?), sátrapa persa de Media.

## Contexto histórico
En marzo del 522 a. C., un mago llamado Gaumata obtuvo el poder en el imperio persa haciéndose pasar por Esmerdis, el hermano del rey Cambises II. Gaumata pudo hacerlo ya que el Esmerdis verdadero había sido secretamente asesinado por orden de su hermano. Inmediatamente Cambises marchó contra el usurpador, pero murió antes de llegar a Persia. El falso Esmerdis pudo así gobernar.
Según el historiador griego Heródoto de Halicarnaso, Ótanes, hermano de la madre de Cambises y Esmerdis, fue el primero en sospechar del engaño. Ótanes invitó a Aspatines y Gobrias a tratar el asunto. Juntos decidieron compartir el secreto con otros tres conspiradores: Hidarnes (en persa antiguo Vidarna), hijo de Bagâbigna, Intafrenes y Megabizo I. Estaban todos haciendo planes cuando llegó Darío I y se les añadió. Convenció a los otros de que lo mejor era actuar inmediatamente. Así, el 29 de septiembre de 522 a. C., mataron al falso Esmerdis. Darío fue nombrado rey.

## General de Darío
Darío empezó su reinado en un imperio donde reinaba una gran confusión. Prácticamente todas las provincias se rebelaron. La revuelta más importante fue la de los medos liderados por Fraortes, la cual se extendió a Partia y el norte de Armenia.
En el invierno del 522 a. C. al 521 a. C., Hidarnes se ocupaba de la guerra contra los medos. Fue capaz de ocupar los pasos entre Media y el corazón de Persia, entre los territorios ocupados por Fraortes y Vahyazdata, un rebelde que controlaba Persia.
Una posible explicación para esto es que Hidarnes hubiera sido enviado previamente desde Media hacia el sur en octubre. Si esto es correcto, significa que Darío sospechó desde un primer momento que hombres como Vahyazdâta causarían problemas, enviando a Hidarnes a la región. Éste, al llegar casi a Persia habría recibido la noticia de la rebelión de los medos, decidiendo permanecer donde estaba, en área montañosa, donde impediría un posible contacto entre ambos rebeldes.
Esto era muy difícil, pero el caso es que derrotó a Fraortes el 12 de enero. Aunque las bajas entre los medos fueron grandes y se capturaron numerosos prisioneros, la victoria no puede calificarse de contundente o decisiva. Darío no pudo perseguir el enemigo y se tuvo que contentar con defender el corazón de Persia. Al cabo de cuatro meses, Darío entró en Media con un nuevo ejército recién reclutado, dando cuenta finalmente de la rebelión.
No está claro que fue de Hidarnes, pero es probable que fuera el Miturna que gobernaba la satrapía de Media en el 499 a. C.
Hidarnes tuvo al menos dos hijos, Hidarnes y Sisamnes.
La familia permaneció en el círculo de confianza de la casa real hasta que el bisnieto de Hidarnes, Tisafernes, cayó en desgracia en el 395 a. C.